# Krimbroen
Krimbroen (russisk: Крымский мост, tr. Krymskij most; ukrainsk: Кримський міст eller міст через Керченську протоку, tr. Kryms'kyj mist; mist tjerez Kertjens'ku protoku også kendt som Kertjbroen) er to parallelle broer, der er opført af Den Russiske Føderation over Kertjstrædet mellem Tamanhalvøen i Krasnodar kraj (Rusland) og Kertjhalvøen på Krim. Brokomplekset består at en jernbane- og vejforbindelse og supplerer den eksisterende færgefart, der oprettedes i 1953. Forbindelsen over Kertjstrædet er en del af Europavej E97. Med længden på 18,1 km er det den længste broforbindelse i Europa.
Planlægningen af broen indledtes i 2014, efter den russiske annektering af Krim. I januar 2015 blev mangemilliard-rubelkontrakten om bygning af broen tildelt Arkady Rotenbergs SGM-gruppe. Byggeriet af broen indledtes i maj 2015. Vejbroen blev åbnet den 15. maj 2018 og jernbanedelen blev indviet for passagertog den 23. december 2019. Trafik med godstog blev åbnet den 30. juni 2020.
Broen blev døbt Krimbroen efter en online-afstemning i december 2017, mens "Kertjbroen" var det næstmest populære forslag.
Den 8. oktober 2022 skete en kraftig eksplosion på broen, der menes at være forårsaget af en bilbombe. 

## Historie

### Anden verdenskrig
Opførelsen af en bro over strædet er blevet drøftet gentagne gange. Den 7. marts 1943 beordrede Hitler opførelsen af en kombineret vej- og jernbanebro over Kertjstrædet inden for seks måneder. I april 1943 indledte den tyske ingeniørvirksomhed Organisation Todt opførelsen af den kombinerede militære vej- og jernbanebro. Fra den 1. september 1943 udsatte sovjetiske styrker i Den Røde Hær brohovedet for kraftige luftbombardementer og tvang tyskerne til tilbagetrækning. På det tidspunkt var kun en tredjedel af den planlagte bro blevet bygget. Som en del af det tyske tilbagetog sprængte Wehrmacht-tropper resterne af broen i luften.
Efter at Den Røde Hær havde befriet Krim, opførte Sovjetunionen en 4,5 km lang bro af de materialer, Wehrmacht havde efterladt. Broen havde tilnærmelsesvis samme linjeføring som den nuværende færgetrafik. I sommeren 1944 åbnedes broen for kun seks måneder senere at blive ødelagt af isskosser. Reetablering af broen blev ikke forsøgt.

### Postsovjetisk tid
Siden 1944 er der blevet foreslået eller forsøgt forskellige broprojekter over strædet. Fra midten af 1960'erne udvikledes Kertj-vandbygningsprojekt (Керченский гидроузел), der var et system af dæmninger og broer over strædet. Projektet blev ikke gennemført før opløsningen af Sovjetunionen.
Ideen om en bro over Kertjstrædet genopstod efter Sovjetunionens opløsning, men i 1994 lykkedes det ikke Rusland og Ukraine at udvikle projektet.
Den 25. april 2010 underskrev Ukraines præsident Viktor Janukovitj og Ruslands præsident Dmitrij Medvedev en aftale om at bygge en bro over Kertjstrædet. Rusland og Ukraine underskrev et memorandum om gensidig forståelse om opførelsen af broen den 26. november 2010.
Afvisningen af Ukraine-EU associeringsaftalen i november 2013 førte til øget interesse for opførelsen af en bro mellem Krim og Tamanhalvøen. I slutningen af januar 2014 besluttede de ukrainske og russiske regeringer, at et nyt fælles ukrainsk-russiske selskab skulle oprettes for at sikre opførelsen af broen, mens den russiske statsvirksomhed Rosavtodor (russisk: Росавтодор) skulle være ansvarlig for driften af broen. Desuden blev det besluttet, at en særlig arbejdsgruppe skulle afgøre den endelige placering og de tekniske detaljer. Byggeriet blev af Ministeriet for Økonomisk Udvikling og Handel i Ukraine anslået til at tage 5 år med en pris mellem $ 1,5 og $ 3 milliarder. I begyndelsen af februar 2014 pålagde første vicepremierminister i Rusland det russiske selskab Rosavtodor at påbegynde forundersøgelserne, der skulle offentliggøres i 2015.

### Krimkrisen
Efter udbruddet af Krimkrisen i 2014 underskrev Ruslands premierminister, Dmitrij Medvedev, et statslig dekret den 3. marts 2014 om at oprette et datterselskab af Rosavtodor, der skulle have til opgave at bygge broen over Kertjstrædet. Den påtænkte præcise placering og tidsplanen blev ikke diskuteret offentligt.
Ruslands annektering af Krim 18. marts 2014, samt den forværrede situation i Ukraine ansporede yderligere opførelsen af broen. En bro over Kertjstrædet ville give en landrute fra det russiske fastland til Krim-halvøen, der går uden om det ukrainsk-kontrollerede område.
Russiske medier rapporterede, at dagen efter optagelsesaftalen mellem Krim og Rusland var underskrevet, udtalte den russiske præsident Vladimir Putin, at broprojektet ville blive fremskyndet. Ifølge Putin skal broen både være vej- og jernbaneforbindelse mellem Krim og Krasnodar kraj.
Den 1. oktober 2014 annoncerede den ukrainske regering offentligt sin udtræden af den bilaterale Kertjbro-aftale efter at have givet Rusland seks måneders varsel om sine hensigter via diplomatiske kanaler.
I januar 2015 blev kontrakten om opførelse af broen tildelt SGM-gruppen, der typisk konstruerer rørledninger. Gruppen har ifølge BBC News ingen erfaring i brobygning.

## Bygningen af broen

### Linjeføringen
Linjeføringen over den smalleste nordlige del af Kertjstrædet, hvor færgerene nu sejler, der kun er godt fem kilometer bred, blev fravalgt på grund af stor tektonisk aktivitet. Kertjstrædet er den vestligste udløber af den Persisk-Tibetanske orogene zone, og området i nordenden af strædet er kendt for sine muddervulkaner og artesiske brønde, ligesom der ofte er jordskred på skrænterne på Krim-siden i nordenden. I øvrigt ville anlæggelsen af motorveje og jernbaneforbindelsen betyde ødelæggelse af historisk og kulturel arv, blandt andet soldatergrave og naturparken Tamano-Zaporozjskij. Samtidigt betød den væsentligt længere linjeføring på sammenlagt 18,1 km over Tuzlaøen, at færgefarten kunne foregå uhindret i hele byggeperioden, ligesom anlæggelse af hovedvejene til broen på begge sider ville foregå uhindret af den tunge trafik til færgehavnene. På Tuzlaøen er der i øvrigt tilstrækkelig plads til anlæggelse af byggepladserne.

### Bro eller tunnel
Modstandere af opførelsen af broen har gentagne gange talt for opførelsen af en tunnel og hævder, det er billigere og sikrere. Men de fleste eksperter afviser kategorisk denne mulighed. Ifølge formanden for ekspertrådet, Oleg Skvortsov, er mere end 40 eksperter enige om, at den eneste mulighed, der opfylder alle kravene, er en bro. Byggeriet af en tunnel ville ikke tage hensyn til de tektoniske udfordringer. Desuden vil tilstedeværelsen af et 60 meter tykt lag af silt i byggezonen kræve omfattende arbejde for at styrke underlaget for tunnelen. Eksperterne har også udtrykt bekymring for, at de geologiske forhold vil forhindre en pålidelig vandtætning, når betonen pumpes under højt tryk.

### Byggeprocessen
Byggeriet på broen indledtes i maj 2015. Projektet er anslået til at koste 228 milliarder rubler (~ 22 mia. DKK(maj 2016)). Projektet omfatter opførelse af en 2-sporet jernbane og en 4-sporet motorvej sammen med broen. Broen er planlagt til at blive åbnet i december 2018 for test og være fuldt operationel i juni 2019. Tre midlertidige broer bliver bygget i 2016 for at lette konstruktionen. I oktober 2015 blev den første af de midlertidige broer, der forbinder Tuzlaøen og Taman-halvøen, åbnet. Omkring 200 bomber fra Anden Verdenskrig blev fundet i området under oprensningen forud for byggeriet. Den 19. februar 2016 blev broprojektet officielt godkendt af den russiske ekspertkommission.

### Tekniske detaljer
Broen er projekteret med:
- Samlet længde af forbindelsen: 18,1 km
- Længden af broen til Tuzlaøen: 7 km
- Længden af øen: 6,5 km
- Længden af broen fra Tuzlaøen til Kertj: 6,1 km
- Samlet længde af tilslutningsveje: 48 km
- Firsporet vej bygget til 120 km/t
- Dobbeltsporet jernbane
- Samlet længde af jernbane ca. 60 km
- Kapaciteten af jernbaneforbindelsen 143 tog om dagen